# Cinnyris chloropygius
Cinnyris chloropygius là một loài chim trong họ Nectariniidae.